# Raniero Panzieri
Raniero Panzieri (Roma, 1921 – Torí, 9 d'octubre de 1964) va ser un polític italià, escriptor i teòric marxista. És considerat el fundador de l'operaisme.

## Biografia
Raniero Panzieri va néixer a Roma. Va viure a Sicília i va estar actiu a les files del Partit Socialista Italià (PSI). Mentre va participar activament en les lluites per la reforma agrària, va començar a escriure. El 1953 va esdevenir membre del comitè central del PSI i, després, el 1957, codirector de la revista teòrica Mondo operaio, que va convertir en un fòrum de discussió per a l'esquerra del partit. Durant aquest període va traduir El capital de Karl Marx a l'italià. Al congrés del Partit Socialista Italià de 1959, es va oposar a la creació d'un acord governamental amb el Partit Demòcrata Cristià Italià. Fet que va comportar la seva expulsió del partit.
Després es va traslladar a Torí, on va treballar a l'editorial Einaudi. Va forjar vincles amb diversos grups de sindicalistes militants, socialistes i comunistes dissidents. Influenciat pel grup francès Socialisme ou barbarie, va fundar la revista Quaderni Rossi, juntament amb Mario Tronti, Romano Alquati i Danilo Montaldi. A la revolta industrial de la plaça Statuto de 1962 a Torí, Panzieri va vaure el paper central de la fàbrica i de l'obrer. Les primeres edicions de la revista, que tenien com a objectiu explorar la vida real de la fàbrica i la relació de la classe obrera amb la producció, van tenir un profund impacte en l'àmbit de les lluites laborals, ja que van partir de les posicions habituals dels socialistes i comunistes de la regió. Mario Tronti se'n va separar el 1963 per a formar la revista Classe Operaia. La revista fou el bressol de l'operaisme, una tendència marxista hegemònica a Itàlia entre les dècades de 1960 i 1970.

## Obra publicada
- La ripresa del marxismo-leninismo in Italia, a cura di D. Lanzardo, Sapere, Milano 1972.
- La crisi del movimento operaio. Scritti interventi lettere, 1956-1960, a cura di D. Lanzardo - G. Pirelli, Lampugnani Nigri, Milano 1973.
- Lotte operaie nello sviluppo capitalistico, a cura di S. Mancini, Einaudi, Torino 1976.
- L'alternativa socialista: scritti scelti 1944-1956, a cura di S. Merli, Einaudi, Torino 1982.
- Dopo Stalin: una stagione della sinistra 1956-1959, a cura di S. Merli, Venezia 1986.
- Spontaneità e organizzazione: gli anni dei Quaderni rossi, 1959-1964, a cura di S. Merli, BFS Edizioni, Pisa 1994.